# 全国中小企業団体中央会
全国中小企業団体中央会（ぜんこくちゅうしょうきぎょうだんたいちゅうおうかい）は、中小企業等協同組合法、中小企業団体の組織に関する法律に基づく中小企業組合等で構成される特別民間法人。東京都中央区新川に本部を置く。
1956年4月10日に発足した特別認可法人であったが、行政改革の流れの中で、2005年より特別民間法人となった。
略称は全国中央会（ぜんこくちゅうおうかい）。英語名は、“National Federation of Small Business Associations”、英語略称“NFSBA”。

## 概要
- 中小企業組織化の支援、連携の促進を目的とし、会員である協同組合等と同じ法律の下に設立された組織である。
- 全国中央会以外の者は、その名称中に、全国中央会であることを示す文字を用いてはならず、全国を通じて1個しか設置できない。（中協法§72.73）
- 全国を地区とする協同組合等の設立と運営に関する相談窓口となるほか、中小企業団体を対象とした補助金の交付も行っている。
- 中小企業の代表という立場で各種審議会に出席するほか、日本商工会議所、全国商工会連合会、全国商店街振興組合連合会とともに「中小企業四団体」として各方面への建議等を協調して行うことがある。

- 主管庁は経済産業省（中小企業庁）であるが、中小企業等協同組合法が共管[1]であることや、会員の業種が多岐に渡ることから、国土交通省、農林水産省、厚生労働省をはじめとする他の行政庁との結びつきも強い。

- 商工中金から融資を受ける中小企業は、全国中央会2号会員または都道府県中央会会員かつ商工中金の株式を保有する中小企業組合に加入しなければならない。

## 組織

### 事務局
総務企画部、振興部、政策推進部、労働政策部、人材育成部、ものづくり基金推進部、ものづくり補助金事業部

### 専門委員会
総合委員会、金融委員会、税制委員会、労働委員会、エネルギー・環境委員会、商業委員会、サービス業委員会

### 部会
事業協同組合部会、事業協同小組合部会、火災共済協同組合部会、信用協同組合部会、企業組合部会、協業組合部会、商工組合部会

## 事業
中小企業等協同組合法第75条に基づき、以下の事業を行っている。
1. 都道府県中央会の組織及び事業の指導並びに連絡
2. 組合等の連絡
3. 組合等に関する教育及び情報の提供
4. 組合等に関する調査及び研究
5. 組合等の組織、事業及び経営に関する知識についての検定(中小企業組合検定試験)
6. 組合等の事業に関する展示会、見本市等の開催又はその開催のあつせん
7. 組合等、都道府県中央会及び中小企業の健全な発達を図るために必要な事業
8. 国会、地方公共団体の議会又は行政庁に対する建議、陳情　　など

## 会員
- 1号会員 - 都道府県中央会
- 2号会員 - 全都道府県の区域を地区とする組合等又はこれに準ずる組合等
  - 事業協同組合、商工組合やその連合会など
- 3号会員 - 商工業者の団体であって、その事業活動の範囲が全国に及ぶもの又はこれに準ずる団体
  - 社団法人など
- 4号会員 - 中小企業関係金融機関
  - 商工中金など
- 5号会員 - その他本会の趣旨に賛同する者

## 関係団体
- 全国中小企業政治協会 - 中小企業者による政治団体であり、会長は全国中央会の森洋会長[2]。
- 中小企業四団体 - 日本商工会議所、全国商工会連合会、全国商店街振興組合連合会
- 中小企業家同友会 - 類似団体。

## その他
- 会員規模の大きさや全国組織という特性[3]、また全国中小企業政治協会の存在から、自由民主党総裁選等では職域党員の票田とされており、総裁選にあたっては各派閥の議員が挨拶回りを行うが、「中央会に働きかけても指示が行き渡らなくなった」と影響力低下を指摘する声もある[4][5]。